# Gerd Blahuschek
Gerd Blahuschek (* 1943 in Lissa, Wartheland) ist ein deutscher Schauspieler, Hörspiel- und Synchronsprecher.

## Leben
Nach seinem Studium an der Hochschule für Schauspielkunst in Berlin-Schöneweide begann seine Bühnentätigkeit in Frankfurt (Oder), ehe er als Freiberufler bei Funk, Fernseh und Synchron tätig wurde. Er arbeitete bis zur Wende vorwiegend für das Fernsehen der DDR (so u. a. in Hauptrollen der Serien Archiv des Todes und Front ohne Gnade) und die DEFA, ist aber seitdem auch in Fernsehproduktionen der Bundesrepublik vertreten. So hatte er beispielsweise Gastauftritte in Fernsehserien wie Wolffs Revier oder einem Tatort-Krimi.

## Filmografie (Auswahl)
- 1973: Zement (Fernsehfilm, 2 Teile)
- 1974: Die Frauen der Wardins (Fernsehfilm)
- 1974: Polizeiruf 110: Kein Paradies für Elstern (TV-Reihe)
- 1974: Polizeiruf 110: Der Tod des Professors
- 1975: Polizeiruf 110: Der Mann
- 1976: Mama, ich lebe
- 1976: Heimkehr in ein fremdes Land
- 1977: Ernst Schneller
- 1977: Polizeiruf 110: Kollision
- 1978: Einer muß die Leiche sein
- 1978: Ursula (TV)
- 1980: Archiv des Todes (13-teilige Fernsehserie)
- 1980: Komödianten-Emil
- 1980: Chirurgus Johann Paul Schroth (Fernsehfilm)
- 1983: Märkische Chronik (Fernsehserie)
- 1984: Front ohne Gnade (13-teilige Fernsehserie)
- 1986: Der Hut des Brigadiers
- 1987: Bebel und Bismarck (Fernsehmehrteiler)
- 1988: Froschkönig
- 1988: Polizeiruf 110: Amoklauf
- 1988: Hannes (Fernsehfilm)
- 1988: Polizeiruf 110: Der Kreuzworträtselfall
- 1989: Rita von Falkenhain (Fernsehserie)
- 1989: Polizeiruf 110: Unsichtbare Fährten
- 1989: Polizeiruf 110: Katharina
- 1990: Polizeiruf 110: Warum ich …
- 1991: Polizeiruf 110: Der Fall Preibisch
- 1991: Polizeiruf 110: Big Band Time
- 1991: Polizeiruf 110: Thanners neuer Job
- 1993: Wolffs Revier
- 1993: Polizeiruf 110: Blue Dream – Tod im Regen
- 1993–1994: Gute Zeiten, schlechte Zeiten
- 1995: Nikolaikirche
- 1996: Tatort: Der Phoenix-Deal (Fernsehreihe)
- 1997: Tatort: Eiskalt
- 1997: Ärzte – Vollnarkose
- 1998: Abgehauen
- 1999–2000: Unser Charly (zwei Folgen)
- 2000: Tatort: Blüten aus Werder

## Hörspiele (Auswahl)
- 1983: Eva Dessarre: Das Meer kehrt stets zurück – Regie: Peter Groeger (Hörspiel – Rundfunk der DDR)
- 1986: Călin Gruia: Das Märchen vom König Florin – Regie: Norbert Speer (Hörspielbearbeitung, Kinderhörspiel – Rundfunk der DDR)

## Synchronrollen (Auswahl)
- 1973: Jaroslav Drbohlav in Drei Haselnüsse für Aschenbrödel als Vitek